# Hyospathe macrorhachis
Hyospathe macrorhachis là loài thực vật có hoa thuộc họ Arecaceae. Loài này được Burret mô tả khoa học đầu tiên năm 1940.